# Пашки Козјак
Пашки Козјак (словен. Paški Kozjak) је насељено место у општини Велење, Савињска регија, Словенија.

## Историја
До територијалне реорганизације у Словенији био је у саставу старе општине Велење.

## Становништво
У попису становништва из 2011. године, Пашки Козјак је имао 234 становника.
| Број становника према пописима | Број становника према пописима | Број становника према пописима |
| ------------------------------ | ------------------------------ | ------------------------------ |
| 1991                           | 2002                           | 2011                           |
| 143                            | 225                            | 234                            |

Напомена: Године 1982. умањено за део насеља који је проглашен за самостално насеље Лопатник при Титовем Велењу (од 1990. Лопатник при Велењу).